# SEAT Arosa

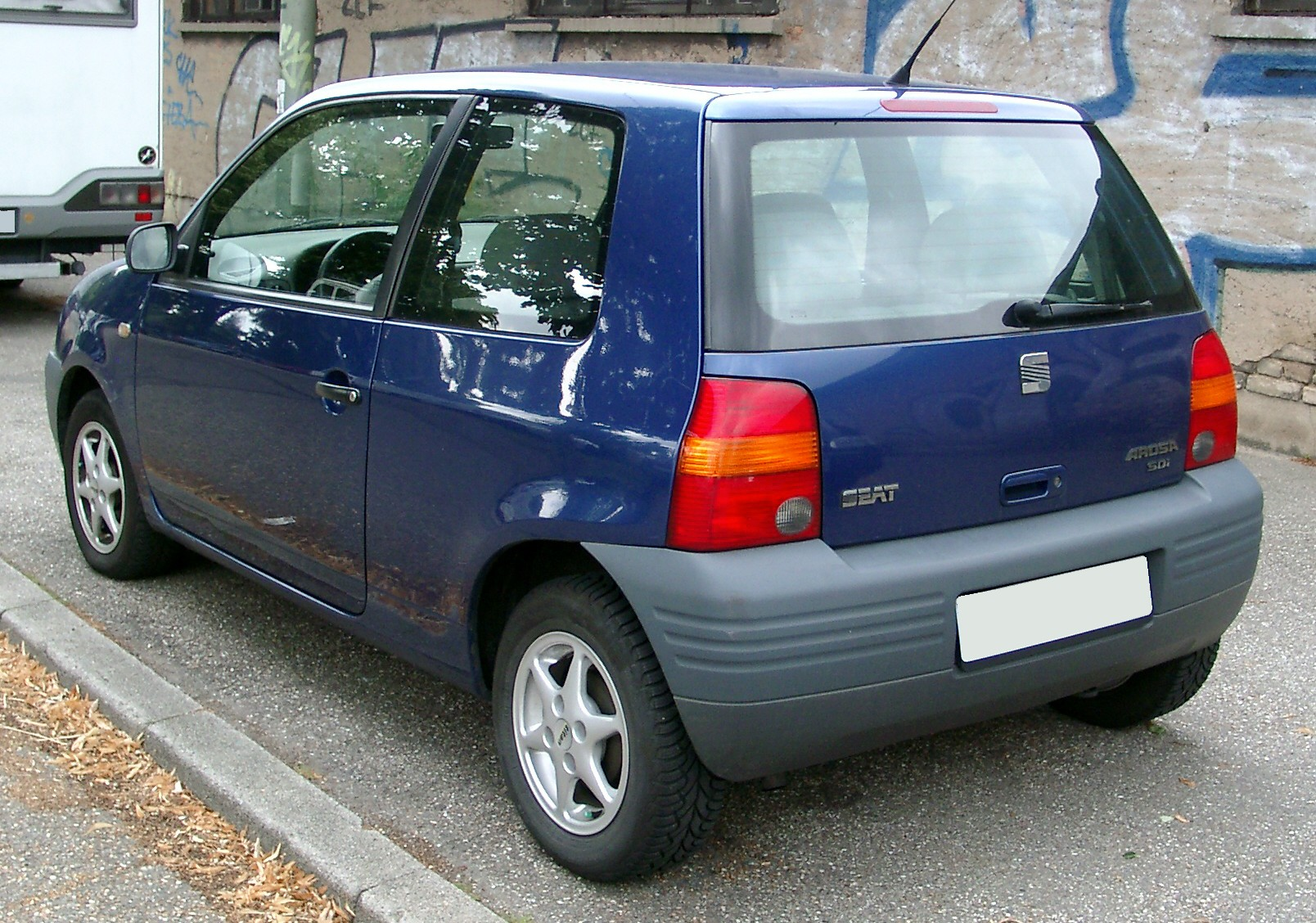
Seat Arosa (1997-2000)

De SEAT Arosa is een hatchback uit het A-segment van Seat en is geproduceerd van 1997 tot 2004. De Arosa nam de plaats in van de tot 1998 geproduceerde Marbella, hoewel duidelijk hoger gepositioneerd met een ruim 50% hogere vanafprijs. De in 1998 geïntroduceerde Volkswagen Lupo is een zustermodel van de Seat Arosa.

## Details
De Seat Arosa is gebaseerd op het onderstel van de Volkswagen Polo, SEAT Ibiza en SEAT Córdoba, maar ten opzichte van de Ibiza/Córdoba en Polo sedan/Variant is de wielbasis ruim 10 cm ingekort. De Arosa heeft een redelijk behoudende vormgeving en heeft een Cw-waarde van 0,32. Vanaf de start waren er twee benzinemotoren: een 1.0 met 50 pk en een 1.4 met 60 pk, in 1998 gevolgd door de 1.7 SDI-motor, die was afgeleid van de 1.9 SDI van de Volkswagen Group. In datzelfde jaar verscheen de van de Seat Arosa afgeleide Volkswagen Lupo met een licht afwijkende carrosserie en geheel nieuw interieur. In 1999 werd de Arosa leverbaar met de 1.4 16V met 100 pk, een jaar later gevolgd door de 1.4 TDI met 75 pk.
In 2000 werd de Arosa grondig vernieuwd. De Arosa kreeg een van de Volkswagen Lupo afgeleid interieur, een geheel nieuw front met nieuwe bumpers, koplampen, spatborden voor, motorkap en grille die het nieuwe familiegezicht van Seat toonden. Verder werden ook de indeling van de achterlichten gewijzigd en de aerodynamica verbeterd. Ten opzichte van de Lupo zijn de meters in de Arosa beter afleesbaar. De vernieuwde Arosa was in Nederland en België vanaf begin 2001 beschikbaar. Voor modeljaar 2004 werden de dieselmotoren geschrapt.

Arosa 3L
Net als de Lupo dacht ook de Arosa aan een low-powervariant. Hoewel het, in tegenstelling tot de Duitse urban, in zijn geval slechts een project bleef.
Gepresenteerd op de Frankfurt Motor Show in 1999, had hij een 1.2 TDI-motor, met driecilinderarchitectuur en 67 pk vermogen, waardoor hij een verbruik van 2,99 liter per 100 kilometer kon standaardiseren. Bovendien was er een automatisch start- en stopsysteem voor de motor, dat we zouden kunnen omschrijven als de 'grootvader' van het huidige Start&Stop. 

### Arosa City Cruiser en Racer
Op de IAA Frankfurt van 2001 toonde Seat de Arosa City Cruiser en Racer Concept. De City Cruiser is een  luxer uitgevoerde Arosa met beige leder en een dashboard in twee kleuren, die slechts plaats biedt aan twee personen, maar in plaats daarvan is uitgerust met een minibar, flessenwarmer, verplaatsbare bergruimte, een tafeltje voor een laptop, een installatie voor een voetmassage en een handsfree telefoon voor de passagier. De City Cruiser was uitgerust met de 1.4 TDI dieselmotor met 75 pk. De Racer is uitgerust met de aan een manuele zesbak gekoppelde 1.6 16V-motor met 92 kW/125 pk uit de Lupo GTI. Hiermee haalt de Racer een topsnelheid van 207 km/h en de acceleratie van 0 tot 100 km/h verloopt in 8,4 seconden. De Racer is verder herkenbaar aan de Flash rode exterieurkleur, de 15" aluminium velgen en meer omvangrijke bumpers met luchtinlaten. In het interieur bevinden zich kuipstoelen met vierpuntsgordels en een aluminium pedalenset, terwijl stuur en pook met leder zijn overtrokken.

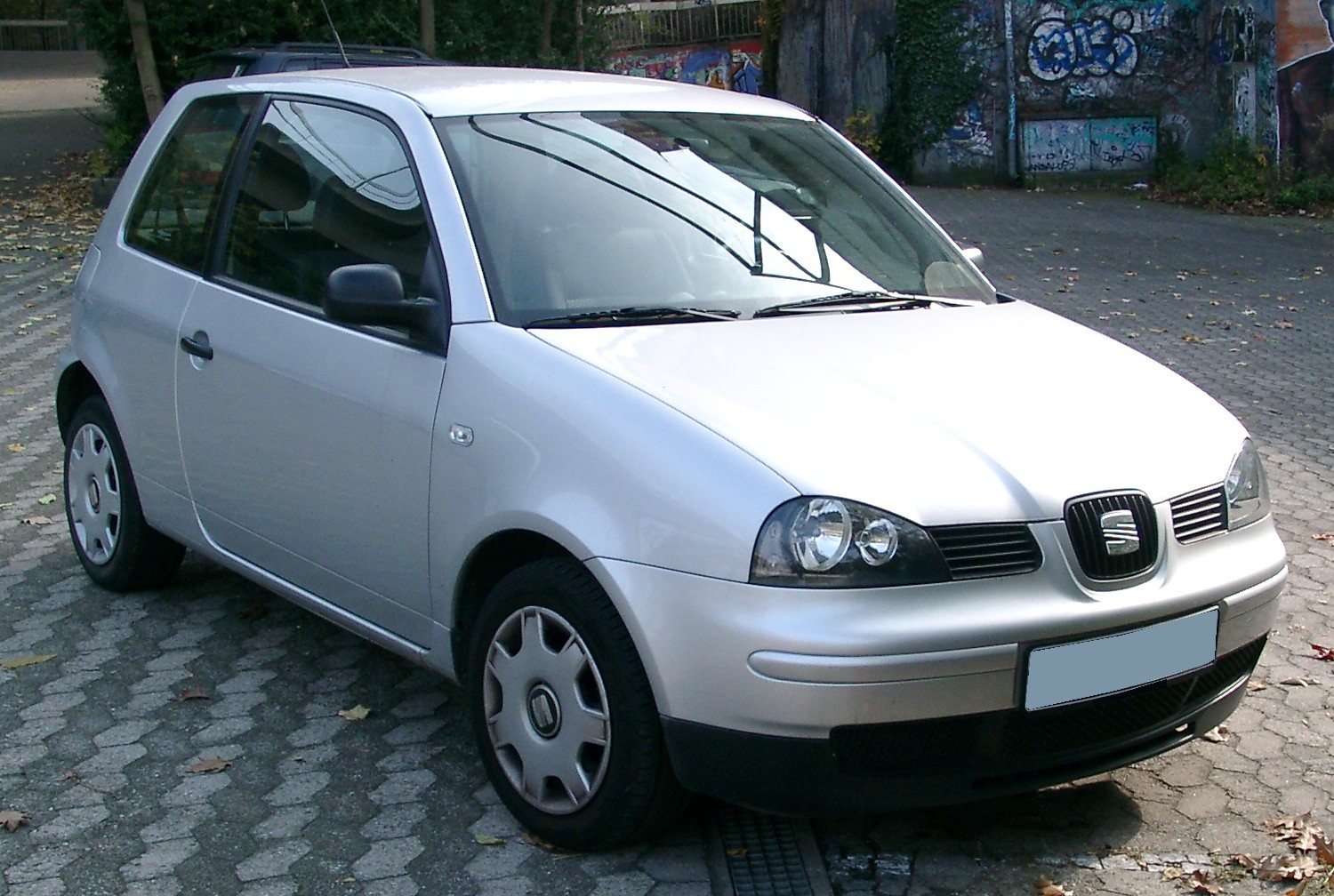
Seat Arosa (2000-2004)
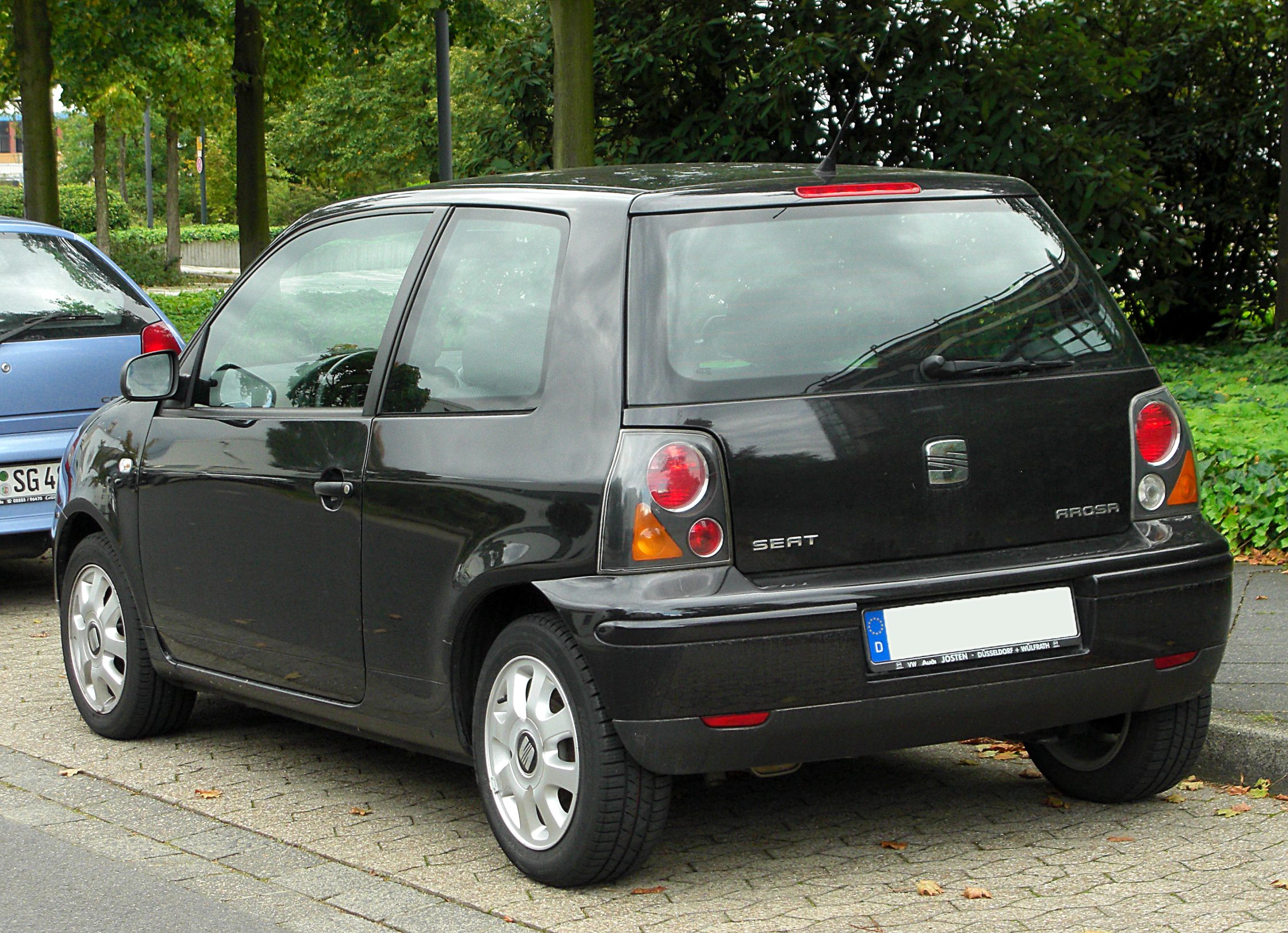
Seat Arosa (2000-2004)
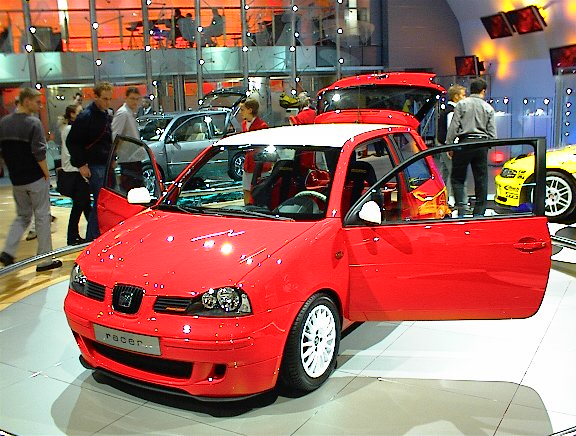
Seat Arosa Racer Concept

### Euro NCAP
In 2000 werd de Volkswagen Lupo, die op enkele uiterlijke verschillen na gelijk is aan de vernieuwde Seat Arosa (2000-2004), getest in de botsproeven van Euro NCAP. Hier kreeg de Lupo vier sterren voor de veiligheid van inzittenden. De Lupo/Arosa gaf naar de toenmalige criteria inzittenden op alle vlakken voldoende bescherming.
| Merk en model                          | resultaat   | voetgangersveiligheid |
| -------------------------------------- | ----------- | --------------------- |
| Volkswagen Lupo (Seat Arosa 2000-2004) | (26 punten) | (13 punten)           |

### Productiecijfers
| model      | 1997 | 1998   | 1999   | 2000   | 2001   | 2002   | 2003   | 2004  |
| ---------- | ---- | ------ | ------ | ------ | ------ | ------ | ------ | ----- |
| Seat Arosa | ?    | 38.338 | 46.410 | 28.403 | 22.980 | 19.627 | 13.814 | 9.368 |

## Motoren
| Type           | Cilinders | Kleppen | Cilinderinhoud | Vermogen                      | Koppel                | CO2-uitstoot | Opmerkingen |
| -------------- | --------- | ------- | -------------- | ----------------------------- | --------------------- | ------------ | ----------- |
| Benzinemotoren |           |         |                |                               |                       |              |             |
| 1.0            | 4         | 8       | 999 cm³        | 37 kW (50 pk) bij 5000 min−1  | 86 Nm bij 3000 min−1  | 139 g/km     | 1997-2000   |
| 1.0            | 4         | 8       | 999 cm³        | 37 kW (50 pk) bij 5200 min−1  | 86 Nm bij 3300 min−1  | 139 g/km     | 2000-2004   |
| 1.4            | 4         | 8       | 1390 cm³       | 44 kW (60 pk) bij 4700 min−1  | 116 Nm bij 2800 min−1 | 148-181 g/km | 1997-2000   |
| 1.4            | 4         | 8       | 1390 cm³       | 44 kW (60 pk) bij 4700 min−1  | 116 Nm bij 3000 min−1 | 146-178 g/km | 2000-2004   |
| 1.4 16V        | 4         | 16      | 1390 cm³       | 74 kW (100 pk) bij 6000 min−1 | 126 Nm bij 4400 min−1 | 158 g/km     | 1999-2004   |
| Dieselmotoren  |           |         |                |                               |                       |              |             |
| 1.7 SDI        | 4         | 8       | 1716 cm³       | 44 kW (60 pk) bij 4200 min−1  | 115 Nm bij 2200 min−1 | 119 g/km     | 1998-2003   |
| 1.4 TDI        | 3         | 6       | 1422 cm³       | 55 kW (75 pk) bij 4000 min−1  | 195 Nm bij 2200 min−1 | 116 g/km     | 2000-2003   |

Huidige modellen:
Ibiza · 
Arona ·
Leon ·  
Ateca ·
Tarraco
Oudere modellen:
600 · 
850 · 
1200 · 
1400 · 
1430 · 
1500 · 
124 · 
127 · 
128 · 
131 · 
132 · 
133 · 
Ritmo · 
Ronda · 
Fura · 
Málaga · 
Panda · 
Marbella · 
Terra · 
Inca · 
Arosa · 
Córdoba · 
Toledo · 
Altea (XL) · 
Exeo · 
Alhambra ·
Mii